# Amărăștii de Jos
Amărăștii de Jos es una comuna ubicada en el distrito de Dolj, Rumania.

## Superficie
Posee una superficie de 61,19 kilómetros cuadrados.

## Demografía
Hasta 2021 la población era de 5132 habitantes, con una densidad de población de 83,87 habitantes por kilómetro cuadrado.